# Valverde de Mérida (kommun)
Valverde de Mérida är en kommun i Spanien.   Den ligger i provinsen Provincia de Badajoz och regionen Extremadura, i den centrala delen av landet, 270 km sydväst om huvudstaden Madrid. Antalet invånare är 1 138.